# Chipata
Chipata,cunoscut anterior sub numele de Fort Jameson este un oraș în provincia de Est, Zambia, nu departe de granița cu Malawi situat pe șoseaua care leagă Lusaka de Lilongwe.
Localitatea, situată la capătul Marea Șosea de Est cuprinde un teren de golf, o moschee precum și o mică pistă de aterizare. Orașul va avea rol de nod feroviar, fapt datorat construcției (în 1982) a căii ferate până în orașul Mchinji din Malawi, ceea ce a creat posibilitatea legării Zambiei cu portul Nacala din Mozambic, o a treia variantă de comunicație spre Oceanul Indian, după legăturile feroviare cu Dar-Es-Salaam și Beira.